# Красний Октябр (Гафурійський район)
Кра́сний Октя́бр (рос. Красный Октябрь, башк. Ҡыҙыл Октябрь) — присілок у складі Гафурійського району Башкортостану, Росія. Входить до складу Мраковської сільської ради.
Населення — 11 осіб (2010; 4 в 2002).
Національний склад:
- росіяни — 100%